# Syrnola angasi
Syrnola angasi is een slakkensoort uit de familie van de Pyramidellidae. De wetenschappelijke naam van de soort is voor het eerst geldig gepubliceerd in 1886 door Tryon.